# Vitor Alves
Vitor Manuel Rodrigues Alves, conosciuto come Vitor Alves (Mafra (Portogallo), 30 settembre 1930 – Lisbona, 9 gennaio 2011), è stato un militare e politico portoghese, tra i principali leader della Rivoluzione dei Garofani del 25 aprile 1974.

## Biografia
Alves è entrato nell'Accademia militare dell'Esercito nel 1954 e nel 1958 è stato promosso alfiere (grado equivalente a sottotenente) ed inviato in Mozambico, dove ha prestato servizio fino al 1963. Nel 1960 è stato promosso tenente e nel 1962 si è sposato. Nel 1963 è stato promosso capitano ed inviato in Angola per la guerra coloniale portoghese fino al 1966. Dopo avere trascorso un anno in Portogallo, nel 1967 è stato inviato nuovamente in Angola, dove è rimasto fino al 1970. Nel 1972 è stato promosso maggiore. Avendo maturato un'opposizione alla guerra coloniale, nell'autunno del 1973 ha cominciato a frequentare le riunioni del Movimento dei capitani e nel dicembre 1973 è entrato nel gruppo di coordinamento del Movimento delle Forze Armate. Il 25 aprile del 1974 Alves ha partecipato attivamente al rovesciamento del regime di Marcello Caetano, coordinando le operazioni insieme a insieme a Otelo Saraiva de Carvalho. Successivamente, Alves è entrato nel Consiglio di Stato e nel Consiglio della Rivoluzione ed è stato ministro senza portafoglio nel II e III governo provvisorio di Vasco Gonçalves e ministro dell'Educazione e della Ricerca scientifica nel VI governo provvisorio di José Baptista Pinheiro de Azevedo. Nell'agosto del 1975 Alves ha aderito al Gruppo dei nove, un gruppo di ufficiali moderati promosso da Ernesto Melo Antunes. Nel 1982 ha lasciato il servizio attivo nell’esercito, passando alla riserva militare con il grado di tenente colonnello; nello stesso anno è diventato consigliere del presidente della repubblica António Ramalho Eanes. In seguito, Alves è stato candidato del Partito Rinnovatore Democratico alle elezioni legislative portoghesi del 1985 e alle elezioni per il parlamento europeo del 1989. Nel 2001 è stato promosso colonnello. Alves è morto di cancro nel 2011, a 75 anni. Per il suo carattere discreto era meno conosciuto di altri protagonisti della rivoluzione, in cui gli viene riconosciuto un ruolo importante per le sue capacità diplomatiche ed organizzative ed anche per il suo realismo politico.

## Onorificenze
- Gran Croce dell'Ordine della Libertà (1983)